# Yuichi Mizutani
Yuichi Mizutani (Tokio, 26 mei 1980) is een Japans voetballer.

## Carrière
Yuichi Mizutani speelde tussen 1999 en 2007 voor Shonan Bellmare, Avispa Fukuoka, Cerezo Osaka en Kashiwa Reysol. Hij tekende in 2008 bij Kyoto Sanga FC.